# Lago de Izabal
El lago de Izabal, también conocido como golfo Dulce, es un lago que se encuentra en el departamento de Izabal, cerca de la costa del mar Caribe de Guatemala. Es el mayor de dicho país: mide 45 km de largo por 20 km de ancho, con un área total de 589,6 km². Drena en el mar Caribe a través de un lago más pequeño, el golfete Dulce, y el río Dulce.

## Biodiversidad
Entre las especies animales que se encuentran en el lago y su entorno destacamos:

### Mamíferos
- Manatí (Trichechus manatus)
- Mono aullador negro mexicano o zaraguate
- Mono araña
- Armadillo
- Oso hormiguero
- Coatí o pizote
- Tepezcuintle

### Peces
- Tiburón de agua dulce
- Tepemechín (Agonostomus monticola)
- Pepesca (Astyanax aeneus): De unos 10 cm de longitud, de escamas blancas y brillantes, se consumen fritas o empanadas y es considerado un plato exquisito por las comunidades indígenas de la zona.
- Robalito (Centropomus ensiferus): Más pequeño que el róbalo, de unos 25-30 cm de longitud, de color claro, escamas ligeramente plateadas. Se hace frito, en filetes, con coco o guisado.
- Róbalo (Centropomus undecimalis): Puede llegar al metro de longitud, se suele tomar en filetes a la plancha, seco y rebozado. Es considerado de gran calidad.
- Palometa (Eugerres plumieri): de entre 20-30 cm, escamas blancas, se suele tomar frita.
- Chunte estrella o juilín (Hexanematichthys guatemalensis): Mide hasta 70 cm, color plateado, liso, sin escamas, espinas grandes y peligrosas, ya que son muy difíciles de extraer en caso de pinchazo. Se suele salar y secar para luego consumir. Es un plato típico en la Semana Santa de la zona.
- Quixque (Hexanematichthys seemanni)
- Sábalo (Megalops atlanticus): Mide más de 1 m, escamas en forma de gran moneda, blanco-plateado. Se suele comer asado a la brasa y se suele hacer como «salpicón de sábalo», considerado como un plato exquisito en la zona.
- Liseta (Mugil cephalus): Pescado largo, de unos 35 centímetro, de forma tubular, blanco, de fuerte olor y sabor. Se suele consumir frito.
- Zapatera (Oligoplites palometa): De unos 50 cm, de forma plana, de poco filete, sin escamas, se suele tomar frita y rebozada.
- Tilapia (Oreochromis niloticus niloticus): Parecida a la mojarra, se suele comer en caldo, guisada o frita. Suele medir unos 25-30 centímetros. Escamas pequeñas.
- Guapote tigre (Parachromis motaguensis): Su cuerpo tiene un color atigrado, forma redondeada, escamas pequeñas, bastante carne.
- Pupo (Poecilia gillii).
- Ronco (Pomadasys crocro).
- Bagre (Rhamdia guatemalensis): Parecido al chunte, aunque más grande que este.
- Chombimba, mojarra roja o mojarra (Vieja maculicauda): Quizá el pescado más reconocido de la zona y el más apreciado. Suele considerarse un plato de lujo y las mojarras de gran tamaño suelen tener un alto coste en mercados y restaurantes de la zona.
- Machaca (Brycon guatemalensis): Mide unos 40-50 cm, de escamas finas y blancas, con muchas espinas, para su consumo se le realizan multitud de cortes para poder cortar las espinas y facilitar su ingestión. Se suele cocinar en caldos, frita o guisada.

### Crustáceos
- Camarón blanco (Litopenaeus vanameii).
- Jaiba (Callinectes sapidus): Es un tipo de cangrejo, de unos 15-30 cm de longitud, se consume en caldo, guisada o incluso frito. Es uno de los ingredientes del tapado, plato típico de la comunidad garífuna de Livingston. Su captura puede conllevar cierto riesgo por el gran poder de presión de sus tenazas.
- Cholaico: Nombre común de una especie de camarón de unos 30 cm de longitud, similar al camarón blanco y con grandes tenazas. Es muy difícil de encontrar y su precio es muy alto en los mercados de Izabal. Está más cotizado que la langosta.
- Jute: Nombre vulgar de un tipo de caracol de concha negra, vive en la zona de mangles. Se consume en caldo tras haberle quitado un trozo de la cola. Su principal aporte nutricional es el hierro y suele producir sueño su consumo.

### Reptiles
- Cocodrilo americano

### Aves
- Garza
- Pelícano
- Tucán

### Artrópodos
- Araña de caballo

## Playas

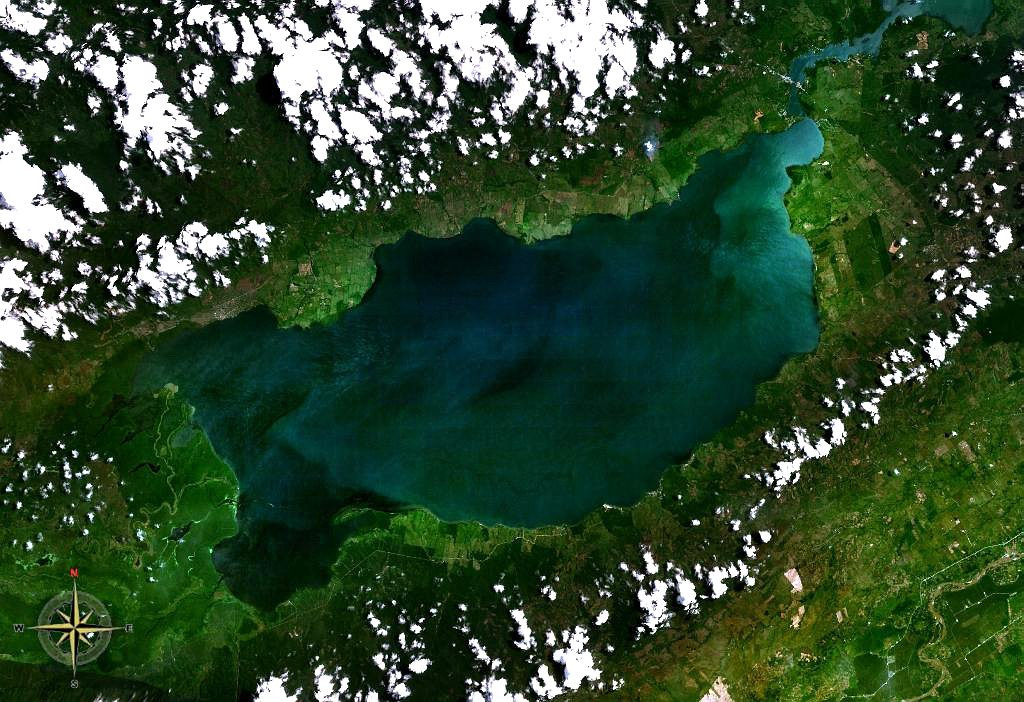
Foto satelital del Lago Izabal realizada por la NASA

- Playa Caimanes
- Playa El Boquerón
- Finca El Paraíso

## Cultura
- En el perímetro del lago se encuentran diversas comunidades Mayas Q'eqchi' que dependen de la pesca como parte integral de su alimentación.
- El Castillo de San Felipe de Lara: Fue construido en 1652 en honor al Oidor Antonio Lara Mangravo con el fin de proteger la región del acecho de los piratas. En el pueden observarse poderosos cañones y sólidas estructuras.

## Principales pueblos a orillas del Lago
- Río Dulce
- El Estor

## Polémica
El gobierno de Guatemala ha concedido una serie de licencias para la explotación del níquel que contienen los montes que rodean el lago. Las minas de níquel se han demostrado contaminantes en otros países. La explotación del níquel de la zona podría conllevar la contaminación del lago con el consiguiente impacto en la naturaleza, la economía y el turismo de la zona.
Entre las compañías beneficiarias se encuentra la multinacional privada extranjera "Compañía Guatemalteca del Níquel" y la canadiense Skye Resources que han conseguido las tierras según diversos medios a 120 USD el kilómetro cuadrado. Esto, unido a que las compañías extranjeras de minería que operan en Guatemala solo pagan al estado el 1% de su beneficio a modo de impuestos, hace sospechar que hubo sobornos en dichas concesiones.